# Fritz d’Orey
Fritz d’Orey (ur. 25 marca 1938 w São Paulo, zm. 31 sierpnia 2020 w Cascais) – brazylijski kierowca wyścigowy. W swojej karierze występował w Formule 3, ale bez żadnych sukcesów. Startował również w Formule 1, w której zadebiutował 5 czerwca 1959. Nigdy nie zdobył punktu.